# Эсхакзай, Рамина Абдуловна
Рамина Абдулловна Эсхакзай (1 марта 1992, Киев, Украина) —  автор и ведущая YouTube-канала «Ходят слухи». Финалистка популярного телешоу «Холостяк» (5-й сезон, украинская версия).

## Биография
Рамина родилась 1 марта 1992 года в Киеве в семье предпринимателей Абдуллы Эсхакзай и Оксаны Васильевны Эсхакзай.
По отцовской линии имеет афганские корни, по материнской — украинские. У Рамины есть младшая сестра Диана.
В детстве Рамина была творческим ребёнком: занималась хореографией, посещала музыкальную школу, пела в хоре. Обучаясь в киевской школе, она подвергалась оскорблениям на расовой почве.
После окончания школы поступила сразу в два ВУЗа. Выбрала Институт журналистики Киевского национального университета имени Тараса Шевченко, который окончила по специальности «реклама и пиар».
Параллельно с обучением Рамина работала моделью. Снималась в клипах таких артистов как «Антитела», Керимов, Виталий Козловский.
В начале 2016 года на съемках клипа «Отпускаю на» между Раминой и певцом Виталием Козловским завязались отношения, которые длились полтора года.
Принимала участие в популярных ТВ-шоу «Холостяк» (СТБ), «От селянки до панянки» (ТЕТ), «Богиня шопинга» (ТЕТ), «Караоке на Майдане» (Интер).
Обучалась на актёрских курсах в Театральной школе Константина Райкина. Проходила практику на радио.

## «Ходят слухи»
В мае 2018 года Рамина продала автомобиль и вложила деньги в развитие своего авторского YouTube-канала «Ходят слухи». За два года канал набрал более 500 000 подписчиков, сделав Рамину одним из самых популярных интервьюеров Украины.
В начале 2021 года вместе с Ксенией Собчак (Осторожно Собчак!) и Юрием Дудем (вДудь) Рамина Эсхакзай (Ходят слухи) была номинирована на звание «Интервьюер года 2020» в церемонии Третьей Российской премии в области веб-индустрии.

## Личная жизнь
Во время учёбы в институте встречалась с сыном популярного украинского шоумена Дмитрия Коляденко Филиппом.
Была обручена с украинским певцом Виталием Козловским. Но во время планирования свадьбы расторгла помолвку.
Сейчас в отношениях с адвокатом Евгением Прониным.
В апреле 2023 год разошлась с Прониным.

## Интересные факты
Рамина является защитницей животных. У неё дома живут две собаки.
В 2017 году Рамина украсила обложку журнала «Playboy»
Состоит в «Союзе журналистов Украины»
В 2019 году Раминой Эсхакзай снят авторский документальный фильм «Чернобыль»